# Zhang Wenxiu
Zhang Wenxiu, Chinees:張 文秀, (Liaoning, 22 maart 1986), is een Chinese kogelslingeraarster. Ze nam viermaal deel aan de Olympische Spelen en veroverde bij die gelegenheden drie medailles.

## Biografie
Zhang Wenxiu won de Aziatische kampioenschappen in 2005 en de Aziatische Spelen in 2006. Op de wereldkampioenschappen van 2001 in Edmonton werd ze elfde en op de Olympische Spelen van 2004 in Athene werd ze zevende.
Ze wierp in juni 2005 in Changsha een wereldjuniorenrecord van 73,24 m.
Een eerste hoogtepunt in haar carrière beleefde de Chinese op de WK van 2007 in Osaka. Met een afstand van 74,39 won ze daar een bronzen medaille achter de Duitse Betty Heidler en de Cubaanse Yipsi Moreno.
Haar beste prestatie leverde Zhang Wenxiu op de Olympische Spelen van 2016 in Rio de Janeiro, waar zij een zilveren medaille won; met een afstand van 76,75 eindigde ze achter de Poolse Anita Włodarczyk, die het wereldrecord verbeterde tot 82,29.

## Titels
- Aziatisch kampioene kogelslingeren - 2005, 2009
- Chinees kampioene kogelslingeren - 2004, 2005, 2006, 2007, 2008, 2009, 2010, 2012, 2015
- Aziatisch juniorenkampioene kogelslingeren - 2002

## Persoonlijk record
| Onderdeel      | Prestatie | Datum             | Plaats  |
| -------------- | --------- | ----------------- | ------- |
| kogelslingeren | 77,33     | 28 september 2014 | Incheon |

## Palmares

### kogelslingeren
- 2001: 11e WK - 61,61 m
- 2002: 9e in kwal. WK junioren - 52,31 m
- 2003:  Chinese City Games - 70,22 m
- 2003: 7e in kwal. WK - 65,09 m
- 2004: 7e OS - 72,03 m
- 2005: 5e WK - 69,82 m
- 2005:  Oost-Aziatische Spelen - 72,23 m
- 2005:  Aziatische kamp. - 70,05 m
- 2006: 4e Wereldbeker - 71,19 m
- 2006:  Aziatische Spelen - 74,15 m
- 2007:  WK - 74,39 m
- 2008:  OS - 74,32 m (na DQ Aksana Miankova)
- 2009: 5e WK - 72,57 m
- 2009:  Aziatische kamp. - 72,07 m
- 2010:  IAAF/VTB Bank Continental Cup - 73,69 m
- 2010:  Aziatische Spelen - 72,84 m
- 2011:  WK - 75,03 m
- 2012:  OS - 76,34 m[2]
- 2013:  WK - 75,58 m
- 2014:  Aziatische Spelen - 77,33 m
- 2015:  WK - 76,33 m
- 2016:  OS - 76,75 m
- 2017: 4e WK - 74,53 m

- World Athletics: 14264385
- WorldCat: E39PBJhCHJcVTb8mGWjXXhyyBP